# Parantica omissa
Parantica omissa är en fjärilsart som beskrevs av Talbot 1943. Parantica omissa ingår i släktet Parantica och familjen praktfjärilar. Inga underarter finns listade i Catalogue of Life.